# Mikołaj Jung

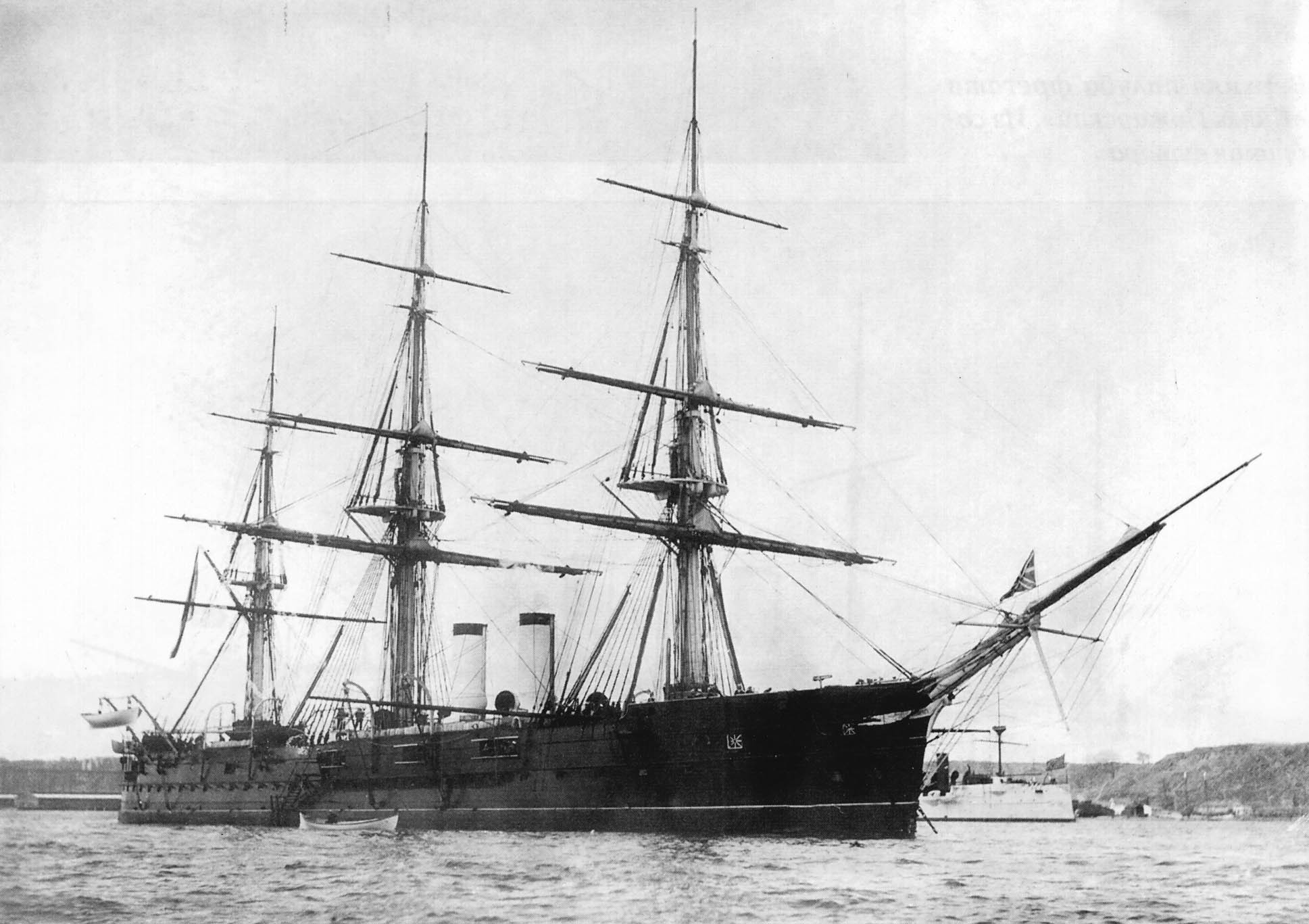
Okręt „Giercog Edingsburskij”, którym dowodził Jung

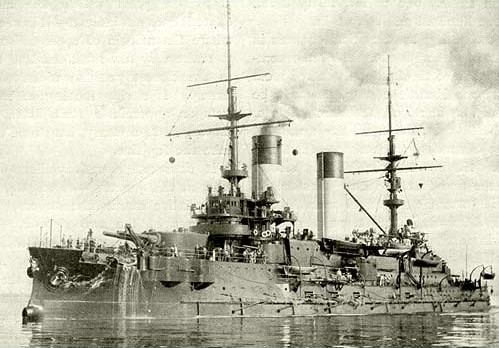
Okręt wojenny „Orioł”

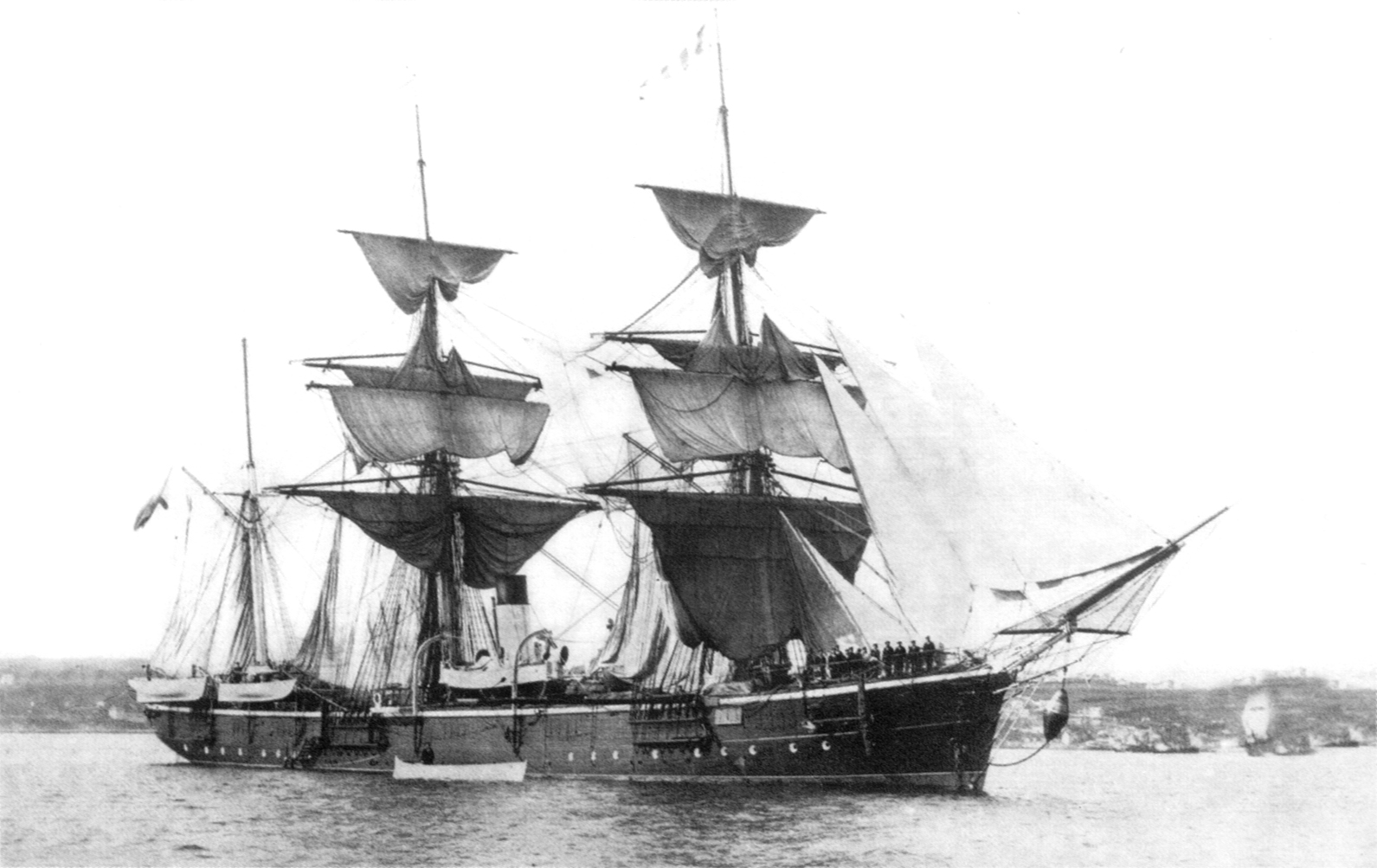
Okręt „Wiestnik”, którym dowodził Jung

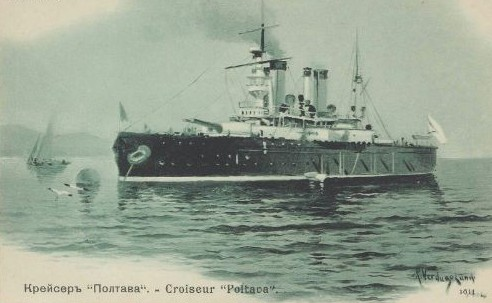
Na statku „Połtawa” pełnił służbę jako szef szwadronu

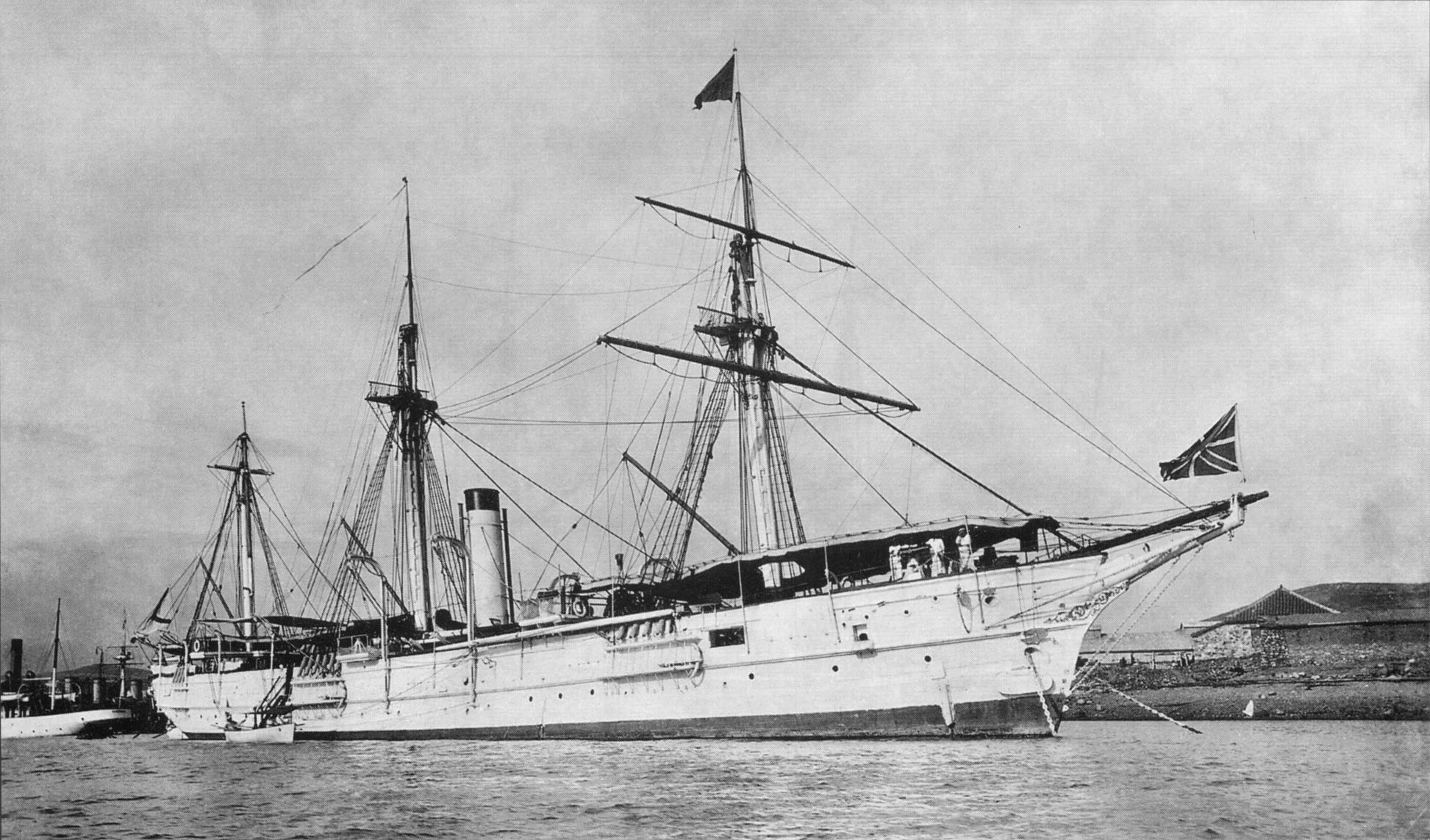
Okręt „Razbojnik”

Mikołaj Wiktorowicz Jung (ros. Николай Викторович Юнг; ur. 11 października?/23 października 1855 w guberni twerskiej, zm. 16 maja 1905) – rosyjski oficer marynarki niemieckiego pochodzenia, kapitan 1 rangi, dowódca m.in.: na krążownikach wojennych „Gienierał Admirał" czy „Giercog Edingsburskij". 

## Życiorys
W latach 1880–1881 był jednym z założycieli organizacji rewolucyjnej, wojskowego centrum morskiego w Kronsztad. W czasie masowych aresztowań wśród oficerów, 14 lipca 1883, udało mu się zbiec. Powrócił do czynnej służby dopiero w kwietniu 1886. Jung był już wtedy porucznikiem i jak wynika z raportów specjalnych sporządzanych dla Ministerstwa Sprawiedliwości, został aresztowany i był przesłuchiwany za swoje powiązania z antycarską „Narodnoj woliej” (Narodna Wola). Zaszantażowany brakiem wydania oficerskiego certyfikatu odstąpił od ruchu rewolucyjnego. 
Początkowo dowodził wojennymi krążownikami, m.in.: opancerzonym „Gienierał Admirał” („Generał-admirał") i „Giercog Edingsburskij” („Książę edynburski”), następnie wiosną 1904 został mianowany dowódcą dywizjonu „Orioł” („Orzeł”, pancernik typu Borodino), który wchodził w skład Drugiej Eskadry Pacyfiku. Podczas bitwy pod Cuszimą został śmiertelnie ranny. Zmarł 16 maja 1905 roku. Został pochowany na morzu na współrzędnych 35° 56'13 "N, 135° 10 'E.
Postać kapitana Junga pojawia się w słynnej powieści Cuszima Nowikow-Priboja.

## Kalendarium
23 października 1855 – Urodził się w szlacheckim domu w guberni twerskiej (dystrykt moskiewski)
15 września 1872 – Został przyjęty do Szkoły Morskiej
1 maja 1873 – Zaczyna odbywać służbę jako uczeń czynny
16 listopada 1875 – Унтер-офицер (podoficer)
1 maja 1876 – Absolwent Szkoły Morskiej, po spisku wypuszczony, otrzymał rangę гардемарина (fr. garde-marine)
19 maja 1876 – Mianowany do 5. floty 
9 listopada 1876 – Przeniesiony do 8. floty
30 sierpnia 1877 – Мичман (Miczman)
24 grudnia 1877 – Dowodzi jednostką na Dunaju
2 lutego 1878 – Dowódca portowej maszynowni „Wasilij”
7 listopada 1881 – Dowódca roty monitorującej „Pierun”
1 stycznia 1882 – Лейтенант (Podporucznik)
22 marca 1882 – Rewizor klipera „Żemczug” z 6. floty
10 maja 1882 – Przeniesiony do 7. floty
7 lipca 1882 – Rewizor na okręcie 2. floty „Razbojnik”
28 kwietnia 1884 – W 6. flocie
W latach 1885-1889 nadal pełni służbę na okręcie „Razbojnik”, przyucza jednocześnie sztuki artyleryjskiej, związany z 6. flotą
13 kwietnia 1890 – Drugi dowódca kanonierskiego batalionu „Jorsz”
28 maja 1890 – Kierownik «Лахта»
18 sierpnia 1890 – Dowódca załogi fregaty „Minin”
1 października 1891 – W 2. flocie
29 sierpnia 1892 – Starszy oficer na krążowniku „Gienierał Admirał”
30 sierpnia 1893 – Kapitan II rangi
17 kwietnia 1894 – Szef szwadronu „Połtawa”
20 lutego 1895 – Dowódca parowca „Sławianka”
5 lutego 1896 – Dowódca szkoleniowca „Woin”
7 sierpnia 1896 – Absolwent Akademii Marynarki Wojennej
13 kwietnia 1897 – Kapitan II rangi na okręcie „Wiestnik”
2 sierpnia 1898 – Członek komisji badań nad nowymi technologiami militarnymi
24 sierpnia 1898 – Członek komisji egzaminującej w MKK (Morskom Kadietskom Korpusie)
8 września 1898 – Członek komisji ds. oficerów 7. floty
6 grudnia 1898 – Dowódca szkoleniowca „Morjak”
14 sierpnia 1899 – Członek komisji ds. weryfikacji wadliwego funkcjonowania portu w Kronsztad
W latach 1899-1901 – Dowódca na szkoleniowcu „Wiernyj”
21 maja 1901 – 26 maja 1903 Szef szkoleniowy kwatermistrzów
20 września 1902 – 19 kwietnia 1904 Dowódca I rangi na okręcie „Gienierał-Admirał”
19 kwietnia 1904 – 15 maja 1905 Dowódca szwadronu „Orioł”

## Odznaczenia
- Medal pamięci wojny 1877-1878 (29.4.1878)
- Order Świętego Stanisława III stopnia (30.6.1879)
- Order Kapiʻolani Krzyż Oficerski V klasy (5.3.1884)
- Order Świętej Anny III stopnia (1.1.1892)
- Kawaler Legii Honorowej (21.2.1894, Francja)
- Order św Stanisława II stopnia (6.12.1894)
- Srebrny medal cara Aleksandra (21.3.1896)
- Koronacyjny medal imperatora Mikołaja (21.2.1898)
- Order Świętej Anny II stopnia (6.12.1899)